# دم‌سرخ رودخانه‌ای لوزون
دم‌سرخ رودخانه‌ای لوزون (نام علمی: Rhyacornis bicolor) نام یک گونه از سرده سیلاب‌مرغ است.